# Schwergutgeschirr
Als Schwergutgeschirr bezeichnet man das Ladegeschirr eines Schwergutschiffes. Über die Jahre wurden verschiedene Bauarten verwendet.

## Geschichte
Die Anfänge liegen bei der 1918 von Christen Smith, ein ehemaliger Offizier der norwegischen Marine, gegründeten Reederei Belships. Smith erhielt kurz nach dem Ende des Ersten Weltkrieges den Auftrag zur Lieferung von 200 schweren Tenderlokomotiven für die Belgische Staatsbahn. Er ließ zwei seiner Schiffe, die Belgot und die Belfri, zu Schwergutschiffen mit zwei großen Luken und leistungsstarkem Schwergutgeschirr umbauen und leitete damit die Entwicklung des Schwergutschiffs ein. Über lange Jahre bildeten diese immer weiter entwickelten herkömmlichen Schwergutgeschirre den Standard.
Im Jahr 1953 setzten die Bremer Reederei DDG Hansa und die Hamburger Stülcken-Werft mit den Schwergutschiffen der Lichtenfels-Klasse einen neuen Maßstab. Die Schiffe waren mit dem neuartigen Stülckengeschirr der Stülcken-Werft ausgerüstet, das sich über die nächsten drei Dekaden zum Standard in der Schwergutschifffahrt entwickelte.
Seit den 1980er Jahren lösen verschiedene Bauarten von Schwergutkränen die Ladebäume mehr und mehr ab. Obwohl immer mehr der meist schon relativ alten Schiffe, die mit Stülckengeschirren ausgerüstet sind, verschrottet werden, sind immer noch viele von ihnen in Gebrauch. Die aktuelle Schifffahrtskrise beschleunigt diesen Prozess.

## Schwergutbäume

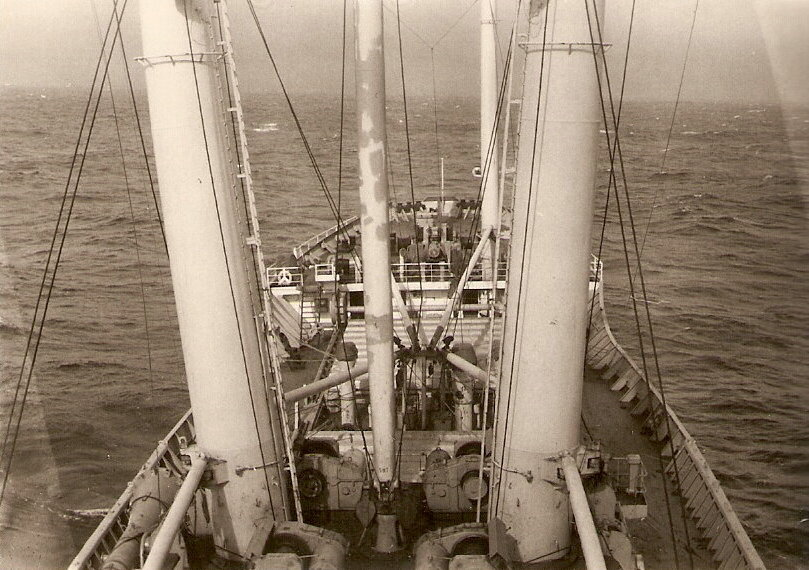
Blick auf den unteren Teil eines herkömmlichen Schwergutladegeschirrs

Zu Anfang basierte das Schwergutgeschirr noch auf normalen Bäumen. Dieses System war sehr arbeitsintensiv, bei vollem Betrieb dieses Geschirrs war dann meist die gesamte Decksbesatzung im Einsatz. Allein für die Bedienung der Winden (für die vier Königsgeien, zwei Kopfgeien sowie die Hanger- und die Lasttaljen) wurden acht Besatzungsmitglieder benötigt. Vor längeren Seereisen musste das gesamte laufende Gut des Schwergutbaumes abgetakelt und unter Deck geschafft werden. Nur der Baum mit dem Hanger und der Lasttalje blieben während der Reise angeklappt stehen. Dadurch dauerte es 5 bis 6 Stunden, um das Geschirr ladeklar bzw. seeklar zu haben. Die Geien versperrten zusätzlich noch die Gangbords. Die auf den Baum wirkenden Kräfte wurden mittels einer Kugelpfanne auf den Schiffskörper übertragen.

## Stülckengeschirr

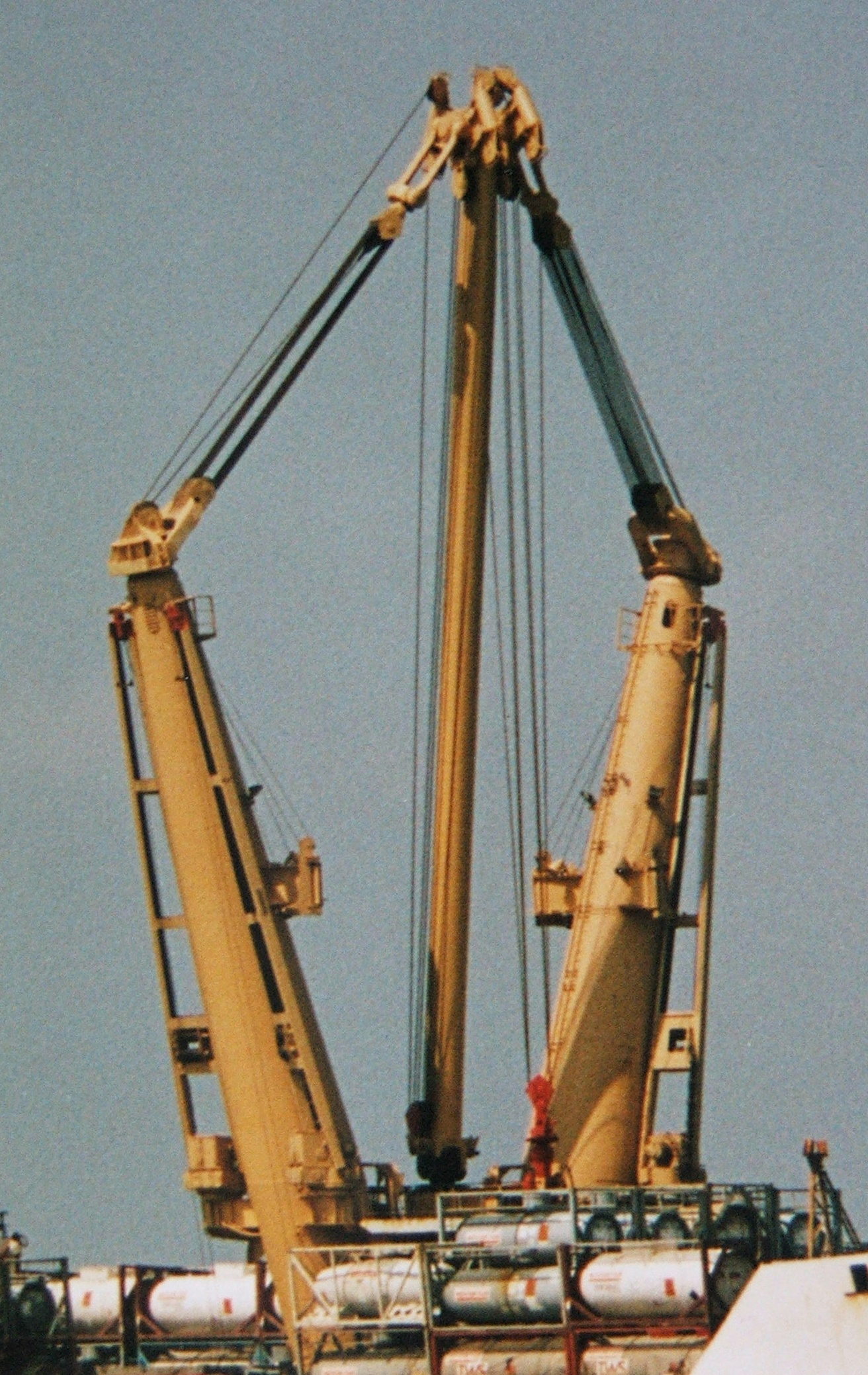
Stülcken-Schwergutbaum

Da das oben genannte System sehr arbeits- und zeitaufwändig war, suchte man nach einem besseren und fand dieses schließlich bei der Stülcken-Werft. Sie hat Anfang der 1950er Jahre, in Zusammenarbeit mit der DDG Hansa ein neuartiges Schwergutgeschirr entwickelt, das in den folgenden Jahren fortlaufend weiterentwickelt, unter dem Namen „Stülcken Geschirr“ weltweite Verbreitung fand. Da Hansa schon immer eine sehr innovative und für Neuerungen offene Reederei war, entschloss man sich 1953, die zweite Lichtenfels-Klasse mit diesem Geschirr auszustatten.
Das Stülcken Geschirr zeichnete sich aus durch seine einfache Bedienbarkeit, schnelle Arbeitsbereitschaft, die Möglichkeit, durch das Durchschwenken des Baumes, mit einem Baum zwei Luken zu bedienen und den Wegfall von Wanten und Geien. Das neue Geschirr war binnen kürzester Zeit einsatzbereit und durch die v-förmige Anordnung der Masten konnte auch Ladung neben den Pfosten gestaut werden. Allerdings war das Durchklappen des Baumes nicht unkritisch, denn wie bei allen anderen Operationen mussten die vier Windenleute gut aufeinander eingespielt sein. Andernfalls konnte die zusammengehievte Lasttalje zur Seite wegklappen und dabei konnte es zu Beschädigungen an dem Lastdraht oder den Seilscheiben kommen.
Das „Stülckengeschirr“ wurde zuerst direkt an den Winden bedient, wobei sehr wichtig war, dass die Lasttaljen (bei Tandem-Operationen) und die Hangertaljen synchron gefahren wurden. Um dieses zu gewährleisten, wurde mit Zählkommandos gearbeitet: „Hiev die Last eins, zwei, drei!“ usw. Später konnte es mit einer kabelgebundenen Fernbedienung gefahren werden (meist wurde diese von einem Schiffsoffizier bedient).

## Modernes Schwergutgeschirr

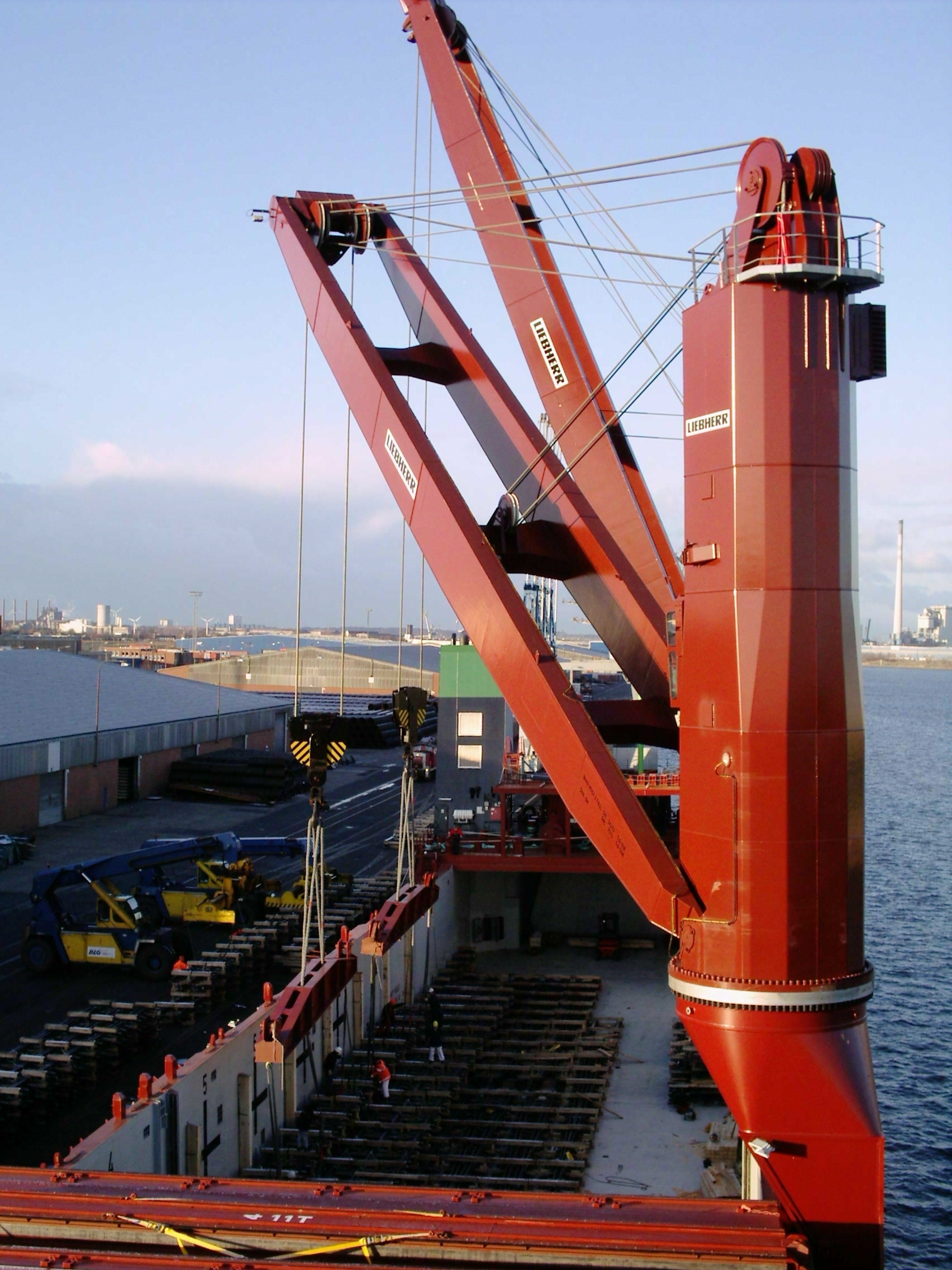
Schwergutkran mit 240 mt SWL

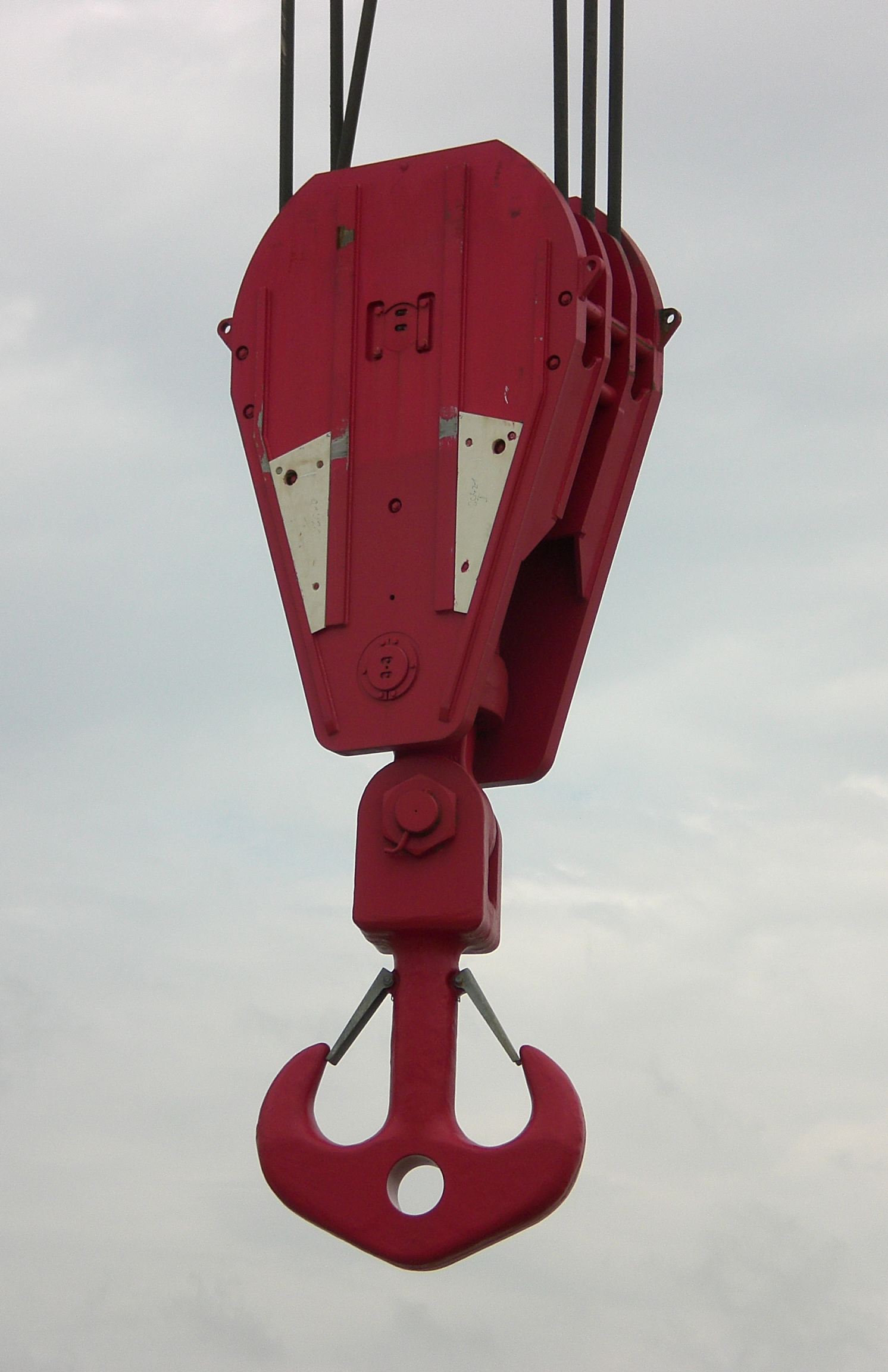
Haken eines NMF-700-mt-Schiffskranes (Bauhöhe: 5,16 m)

Modernes Schwergutgeschirr besteht meist aus Turmdrehkränen. Daneben gibt es noch Mastkräne, die insbesondere bei den großen Kränen zum Einsatz kommen, insbesondere die niederländischen Reedereien setzen auf diese. Des Weiteren fahren weltweit noch viele ältere Schiffe mit konventionellem Geschirr.
Als Schwergutkräne werden meist Kräne mit einer Tragfähigkeit von mehr als 80 t bezeichnet.
Die Mastkräne haben insbesondere im Offshore-Bereich Vorzüge. So ist man in der Lage, Winden und Kompensatoren im Laderaum aufzubauen und den Runner durch ein Loch in der Kransäule in den Kran zu führen. Das ist bei Turmdrehkränen nicht möglich, da sich deren Winden oberhalb des Drehkranzes im Kranhaus befinden. Die Kompensatoren und den längeren Runner braucht man bei Installationen, die im Wasser erfolgen sollen. Normalerweise kann man den Haken nur bis zur Tankdecke fieren, dann ist der Runner zu Ende.

### Turmdrehkräne
Turmdrehkräne werden momentan bis zu einer Hebefähigkeit von 1000 t gebaut. Die größten Schwergutschiffe mit Turmdrehkränen sind momentan die Schiffe des Schiffahrtskontor Altes Land (SAL). Die zwei Schwesterschiffe vom Typ 183 wurden von der Werft J. J. Sietas gebaut (Svenja wurde im Dezember 2010 abgeliefert, Lone im März 2011). Diese Schiffe verfügen über zwei NMF-Kräne mit einer Tragfähigkeit von jeweils 1000 t SWL (2000 t SWL im Tandem).

### Mastkräne
Jumbo Shipping und Biglift Shipping setzen auf Mastkräne von Huisman. Diese Kräne unterscheiden sich von den Turmdrehkränen insofern, als sie einen feststehenden Mast haben, um den ein Drehkranz verläuft, der den Ausleger trägt. Die größten Kräne dieser Gattung mit einem SWL von 1500 t sind momentan an Bord der K3000 Klasse von Jumbo Shipping installiert.
Diese Kräne zeichnen sich durch einen niedrigen Schwerpunkt aus (die Winden stehen unter dem Mast) sowie durch die hohe Auslage. Das verdeutlicht folgender Vergleich:
| Huisman 900-t-Kran - 900 t 6,5–25 m SWL - 800 t 28 m SWL - 570 t 35 m SWL | NMF 1000-t-Kran - 1000 t, 16 m SWL - 800 t, 25 m SWL - 500 t, 38 m SWL |

### Hilfshübe
Je größer die Kräne werden, umso langsamer wird der Haupthub. Darunter leidet die Umschlagsgeschwindigkeit. Um dem entgegenzuwirken, installiert man an der Spitze der Ausleger noch einen weitaus kleineren Hub, Hilfshub genannt. Dessen Tragfähigkeit bewegt sich zwischen 5 und 60 t, Standard sind 40 t. Dieser Hilfshub ist deutlich schneller als der Haupthub und wird zum Umschlag von leichten Ladungsstücken benutzt.
Große Schwergutkräne sind meist mit mehreren Hilfshüben ausgerüstet, meist einem normalen 40–60-t-Hilfshub an der Auslegerspitze zum Umschlag von leichter Ladung und einem zweiten, sehr viel kleineren Hilfshub möglichst dicht am Haupthub. Er hat nur eine Hebefähigkeit von wenigen Tonnen und wird für das Händeln der Grummets benutzt. Die Huisman-Kräne und die 700-t-Kräne von NMF haben zusätzlich noch einen Trolley, der an der Außenseite des Auslegers entlangläuft. Er wird ebenfalls zum Umschlag von leichter Ladung benutzt und hat den Vorteil, dass der Ausleger nicht bei jedem move auf- und abgetoppt werden muss.
Normalerweise werden Hilfshübe bei Kränen ab 250 t installiert, vereinzelt auch bei Kränen mit 150 t.

### Kranhersteller

#### Turmdrehkräne
- TTS-NMF
- Liebherr
- MacGregor

#### Mastkräne
- Huisman Equipment
- Liebherr